# Jeff Ament
Jeffrey Allen Ament (Havre, 10 de março de 1963) é um músico estadunidense, baixista da banda Pearl Jam. Juntamente com Stone Gossard, Mike McCready, e Eddie Vedder, ele é um dos fundadores do Pearl Jam. Ament também é conhecido por seus trabalhos anteriores ao Pearl Jam, com as bandas grunge de Seattle, Green River e Mother Love Bone, e é particularmente conhecido por seu trabalho com o baixo sem trastes, contrabaixo e baixo de 12 cordas. Ament também é membro da banda Three Fish. Em 2008, Ament lançou seu primeiro álbum solo, Tone.

## Biografia

### Início
Jeff Ament nasceu em Havre (Montana) e cresceu na cidade de Big Sandy, no mesmo estado, que conta com menos de 7000 habitantes. O pai de Ament foi prefeito de Big Sandy por quinze anos, e também era motorista de ônibus escolar. Ament descreveu sua família como "muito pobre" e "extremamente Católica." Ament tem um irmão, Barry.
Ele começou a tocar o baixo na adolescência, frequentemente tocando junto com álbuns do Ramones, The Clash, e The Police. Ament jogava basquetebol, futebol americano, e atletismo no colegial em Big Sandy, do qual ele se graduou em 1981. Em seguida ele foi para faculdade na University of Montana em Missoula, Montana, onde ele estudou arte e jogou baquetebol. Ament desistiu da faculdade em meados do segundo ano depois que a universidade decidiu que não iria continuar com o seu programa de design gráfico. Então, Ament se mudou para Seattle em 1983 com sua banda Deranged Diction. Em Seattle, Ament começou a trabalhar em um café em Belltown.

### Green River
Ament ficou amigo dos músicos de Seattle Mark Arm e Steve Turner, e foi convidado a fazer parte da banda que eles haviam acabado de criar Green River em 1984. A banda também contava com o baterista Alex Vincent, e com o guitarrista Stone Gossard, que se juntou a banda mais tarde. Quando a banda terminou seu primeiro EP, Come on Down, Turner decidiu sair, citando seu distanciamento do heavy metal de Ament e Gossard. Ele foi substituído pelo vocalista da banda anterior de Ament, Deranged Diction, Bruce Fairweather.
A banda lançou o EP Come on Down em 1985, que foi seguido por Dry As a Bone em 1987, o primeiro lançamento da gravadora Sub Pop. O único álbum da banda, Rehab Doll, foi lançado em 1988. Disputas internas fizeram com que a banda terminasse durante as gravações de Rehab Doll. Uma divisão de estilo se desenvolveu com Ament e Gossard de um lado, e Arm do outro. Ament e Gossard queriam um contrato com uma grande gravadora, enquanto Arm queria permanecer como um músico independente, e via a dupla como dois carreiristas. Apesar da acusação, posteriormente Ament afirmou que durante seu período na banda, precisava trabalhar num restaurante para poder pagar seu aluguel, enquanto os outros integrantes eram sustentados pelos pais. Ele disse, "Se eu queria tocar música e conseguir pagar o aluguel? Claro que sim." A banda alcançou considerável sucesso regional em Seattle e teve significativa influência sobre o movimento posteriormente conhecido como grunge, inclusive sendo citada como "a primeira banda grunge."

### Mother Love Bone
Após a dissolução do Green River, Ament formou a Mother Love Bone em 1988, juntamente com Gossard e Fairweather ex-integrantes do Green River, Andrew Wood ex-integrante do Malfunkshun, e o baterista Greg Gilmore ex-integrante do 10 Minute Warning e Skin Yard. A banda rapidamente começou a gravar e a tocar na região, e no final de 1988 já era uma das bandas mais promissoras de Seattle. No início de 1989 assinou um contrato com a PolyGram, uma subsidiária da Mercury Records. Em março daquele ano, a banda lançou seu primeiro EP, Shine.
No final de 1989 a banda voltou para o estúdio para gravar seu primeiro álbum, Apple. Planejava-se lançar o álbum para março de 1990. Poucos dias antes do lançamento de Apple, entretanto, o vocalista Wood, que há muito tinha problemas com drogas, teve uma overdose com heroína. Após alguns dias em um hospital em coma, Wood morreu, inevitavelmente terminando com o Mother Love Bone. Apple foi lançado mais tarde naquele ano.

### Temple of the Dog
Após a morte de Wood, Ament e Gossard quase seguiram rumos distintos. Por algum tempo, Ament integrou a banda War Babies, mas eventualmente acabou voltando com Gossard e um amigo de infância de Gossard chamado Mike McCready. O trio estava tentando formar sua própria banda quando foi convidado a integrar o Temple of the Dog, projeto fundado por Chris Cornell, do Soundgarden, como um tributo musical para Andrew Wood. Cornell foi companheiro de quarto de Wood. Ament descreveu a colaboração como "uma coisa muito boa na época" para ele e Gossard, pois os colocou numa situação em que "podiam tocar e fazer música." A banda ficou completa com o ingresso do baterista do Soundgarden, Matt Cameron.
A banda começou ensaiando canções escritas por Cornell antes da morte de Wood, e trabalhando com material de demos escritas por Gossard e Ament. Esse projetou também contou com a participação do vocalista Eddie Vedder, que havia vindo até Seattle para participar de uma seleção para vocalista da próxima banda de Ament e Gossard, que posteriormente viria a se tornar o Pearl Jam. Vedder fez um dueto com Cornell na música "Hunger Strike" e backing vocal para váias outras canções. A banda decidiu que tinha material o suficiente para um álbum e, em abril de 1991, Temple of the Dog foi lançado pela A&M Records.

### Pearl Jam
Pearl Jam foi formada em 1990 por Ament, Gossard, e McCready, que então recrutaram Vedder e o baterista Dave Krusen. Originalmente, a banda se chavama Mookie Blaylock, mas foi forçada a mudar o nome após assinar um contrato com a Epic Records em 1991. Depois que as sessões de gravação de Ten haviam terminado, Krusen deixou o Pearl Jam em maio de 1991. Krusen foi substituído por Matt Chamberlain, que anteriormente havia tocado com Edie Brickell & New Bohemians. Após tocar apenas alguns shows, dentre os quais aquele que deu origem ao videoclipe de "Alive" , Chamberlain deixou a banda para se juntar a outra banda chamada Saturday Night Live. Como substituto, Chamberlain sugeriu Dave Abbruzzese, que entrou para a banda e tocou os shows restantes da turnê do álbum Ten.
Ten lançou a banda ao estrela, e se tornou um dos álbuns alternativos mais vendidos dos anos 90. A banda se tornou popular diante do súbito sucesso e atenção dada à cena musical de Seattle e o estilo musical conhecido como grunge. Em 1993, a música Jeremy" foi indicada ao Grammy Award como Melhor Música de Rock e Melhor Performance de Hard Rock. No mesmo ano, O Pearl Jam recebeu quatro prêmios no MTV Video Music Awards pelo videoclipe de "Jeremy", inclusive de Vídeo do Ano e Melhor Vídeo de Banda. Ten ficou na 207ª posição na Lista de 500 Melhores Álbuns de Todos os Tempos da revista Rolling Stone, e "Jeremy" ficou no 11º lugar na Lista das 100 Melhores Músicas dos Anos 90 da VH1.
Depois de uma intensa turnê, a banda voltou ao estúdio para gravar o que viria a se tornar o seu segundo álbum de estúdio, Vs., lançado em 1993. Logo no lançamento, Vs. fixou na época um recorde como o álbum mais vendido em uma semana, e ficou cinco semanas na primeira posição da parada Billboard 200. Vs. foi indicado ao Grammy de Melhor Álbum de Rock em 1995. De Vs., a música "Daughter" recebeu uma indicação ao Grammy de Melhor Performance de Rock por Dupla ou Banda, e a música "Go" recebeu uma indicação ao Grammy de Melhor Performance de Hard Rock.
Sentindo a pressão do sucesso, a banda decidiu diminuir a promoção de seus álbuns, inclusive negando-se a lançar videoclipes "Daqui dez anos," Ament afirmou, "Eu não quero que as pessoas se lembrem de nossas músicas como vídeos." Em 1994, a banda decidiu boicotar a Ticketmaster, fato este que teve muito repercussão e durou três anos, e acabou limitando as possibilidades da banda tocar nos Estados Unidos . Em 1994, Ament teve um papel ativo na disputa do Pear Jam com a Ticketmaster por causa dos preços e taxas. Juntamente com Gossard, Ament depôs para um subcomite do Congresso Estadosunidense, argumentando que as práticas da Ticketmaster eram não-competitivas.
Mais tarde naquele ano, a banda lançou seu terceiro álbum de estúdio, Vitalogy, que foi o terceiro álbum seguido da banda a receber o disco de multi-platina. Em 1996, o álbum recebeu indicações ao Grammy de Álbum do Ano e Melhor Álbum de Rock Vitalogy ficou na 492ª posição na Lista dos 500 Melhores Álbuns de Todos os Tempos da revista Rolling Stone. O principal single, "Spin the Black Circle", ganhou o Grammy de Melhor Performance de Hard Rock em 1996. Apesar de Abbruzzese ter tocado nas gravações de Vitalogy, ele foi demitido em agosto de 1994, quatro meses depois do álbum ser lançado. A banda alegou diferenças políticas entre Abbruzzese e o resto da banda; por exemplo, ele discordava do boicote à Ticketmaster. Ele foi substituído por Jack Irons, amigo intímo de Vedder e ex-baterista do Red Hot Chili Peppers.

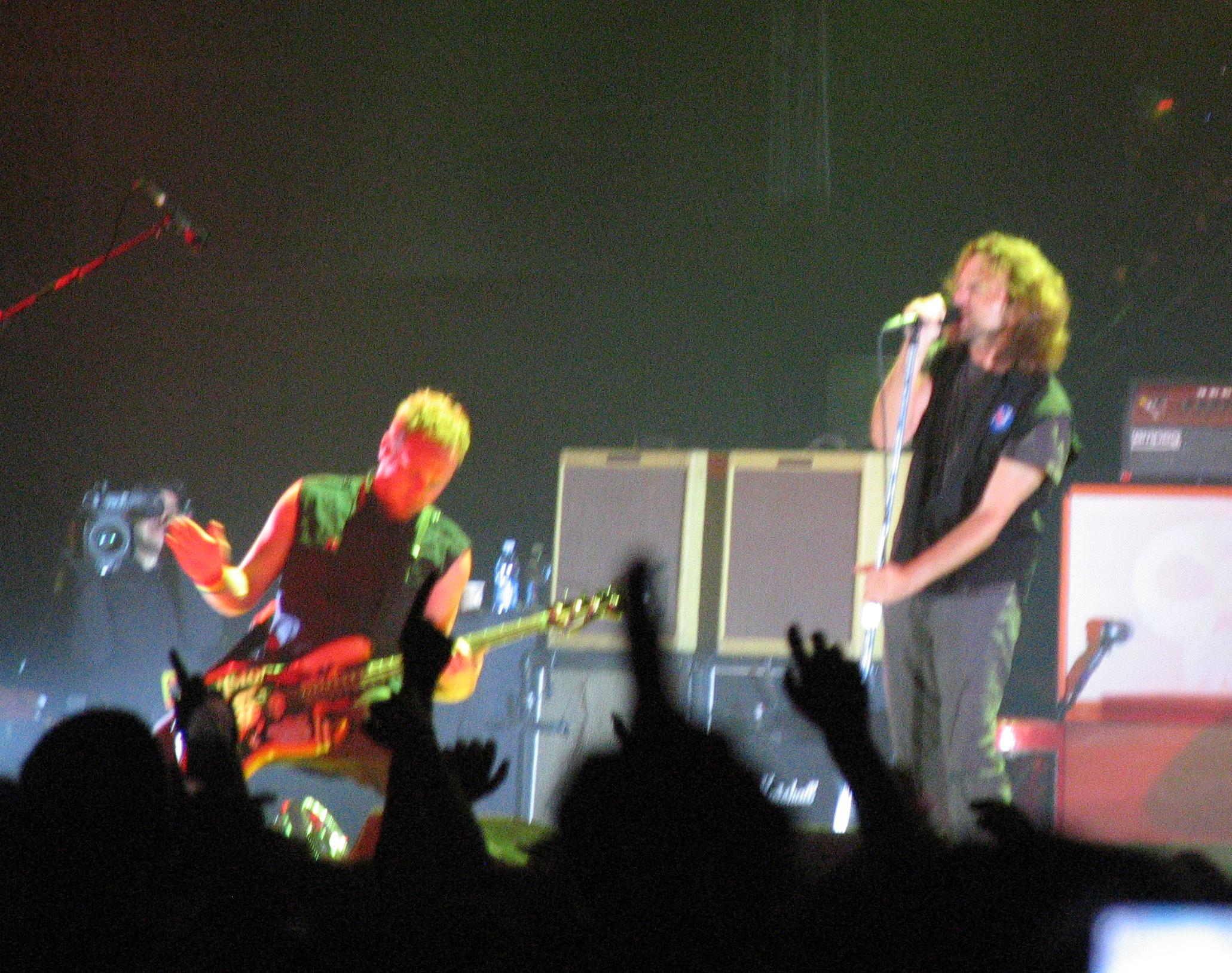
Ament e Vedder em apresentação ao vivo do Pearl Jam

Na sequência, em 1996, a banda lançou o No Code e, em 1998, o Yield. Ainda em 1998, antes turne americana da banda para divulgar Yield, Irons deixou a banda em razão de sua insatisfação em participar de outra turnê. Pearl Jam alistou o ex-baterista do Soundgarden, Matt Cameron, como substituto de Irons, substituição que deveria ter sido temporária, mas logo ele se tornou o substituto permanente de Irons. "Do the Evolution" (de Yield) recebeu uma indicação ao Grammy de Melhor Performance de Hard Rock. Em 1998, Pearl Jam gravou "Last Kiss", um cover da balada dos anos 60 que se tornou famosa pela banda J. Frank Wilson and the Cavaliers. A música foi lançada pela banda em seu Single de Natal de 1998; entretanto, por demanda popular, o cover foi lançado como single público em 1999. "Last Kiss" alcançou a segunda posição nas paradas da Billboard e se tornou o single da banda mais bem colocado nas paradas musicais.
Em 2000, a banda lançou seu sexto álbum de estúdio, Binaural, e iniciou uma bem sucedida série de bootlegs. A banda lançou 72 álbuns ao vivo entre 2000 e 2001, e fixou o recorde de mais álbuns a estrelar ao mesmo tempo na parada musical Billboard 200. "Grievance" (de Binaural) recebeu uma indicação ao Grammy de Melhor Performance de Hard Rock. Em 2002, a banda lançou seu sétimo álbum de estúdio, Riot Act. Em 2004, a contribuição do Pearl Jam para o filme Big Fish, "Man of the Hour", foi indicada ao Globo de Ouro. O oitavo álbum de estúdio da banda, o homônimo Pearl Jam, foi lançado em 2006. Em 2009, a banda lançou seu nono álbum de estúdio, Backspacer.
Além de suas contribuições musicais para a banda, Ament contribui significativamente para a arte dos álbuns da banda. Suas fotografias podem ser vistas na maioria dos álbuns lançados pela banda.

## Outros projetos musicais

### Three Fish
Ament tinha uma banda paralela chamada Three Fish, que ele formou em 1994 com Robbi Robb do Tribe After Tribe e Richard Stuverud do Fastbacks. Three Fish lançou dois álbuns Three Fish (1996) e The Quiet Table (1999).

### Mirror Ball
Ament tocou com os outros integrantes do Pearl Jam no álbum de 1995 do músico Neil Young, Mirror Ball, e, como conseqüencia, participou de uma turne pela Europa como membro da banda de apoio de Young. Essa turne se mostrou um sucesso com o agente de Young, Elliot Roberts, que a chamou de "Uma das melhores turnes que já fizemos na vida."

### Tone
Em 16 de setembro de 2008, Ament lançou seu primeiro álbum solo, Tone, pela Monkeywrench Records. O álbum apresenta 10 músicas que foram escritas ao longo de 12 anos. As músicas do álbum são de um rock experimental e cru. 3000 cópias de Tone foram feitas e distribuidas através de lojas independentes nos Estados Unidos, bem como através da página do Pearl Jam. O álbum também foi disponibilizado para download na página do Pearl Jam por US$4.99.

## Outros trabalhos
Ament fez uma ponta no filme Singles, juntamente com Stone Gossard e Eddie Vedder do Pearl Jam. Ele interpretou ele mesmo, tocando baixo na banda do protagonista Matt Dillon, Citizen Dick. A maior parte das roupas que Matt Dillon usa no filme, pertenciam a Ament. Durante a produção do filme, Ament criou o nome de várias músicas da banda fictícia. Chris Cornell, por sua vez, tomou como desafio escrever músicas para o filme usando aqueles nomes, e "Spoonman" foi uma delas. O título de "Spoonman" é creditado a Ament no álbum Superunknown, lançado pelo Soundgarden em 1994. Ament também foi entrevistado no documentário sobre skate Dogtown and Z-Boys, em 2001
Com seu irmão Barry, Ament fundou o Ames Bros., uma empresa que cria os posters de turnê e capas de álbuns para muitas bandas, inclusive o Pearl Jam.
Ament é creditado como o criador da música de abertura deMayne Street, uma série cômica que passa em ESPN.com, estrelando Kenny Mayne.

## Estilo musical e influências
Ament citou The Who, The Beatles, Aerosmith, Kiss, AC/DC, Sex Pistols, Ramones, The Clash, e Black Flag entre suas influências. Em entrevista, Ament afirmou:
Eu tenho que conseguir sentir o baixo. Eu trabalhei duro com nossos produtores para ter certeza que, quando você ouvir nossos álbuns, você possa sentir o baixo. Você pode até não ouvi-lo o tempo todo, mas se você aumentar o volume, você pode sentir o movimento guiando a música. E quando você não puder sentir, ele deve estar criando a dinamica.
Ament contribui com várias músicas para o Pearl Jam. Ele compôs a música do maior sucesso da banda, "Jeremy", bem como "Nothingman" (do Vitalogy). Suas contribuições à banda não se limitam a parte instrumental, tendo escrito a letra em algumas músicas de Yield ("Pilate" e "Low Light"), em Binaural ("Gods' Dice" e "Nothing as It Seems"), bem como "Help Help" (do Riot Act), "Other Side" (do single de "Save You"), and "Sweet Lew" (do Lost Dogs). Além de tocar baixo, Ament contribui com backing vocals e toca guitarra em duas das músicas que compôs para o Pearl Jam: "Smile" (do No Code) e "Bee Girl" (do Lost Dogs). Ele canta em "Sweet Lew".

## Vida pessoal

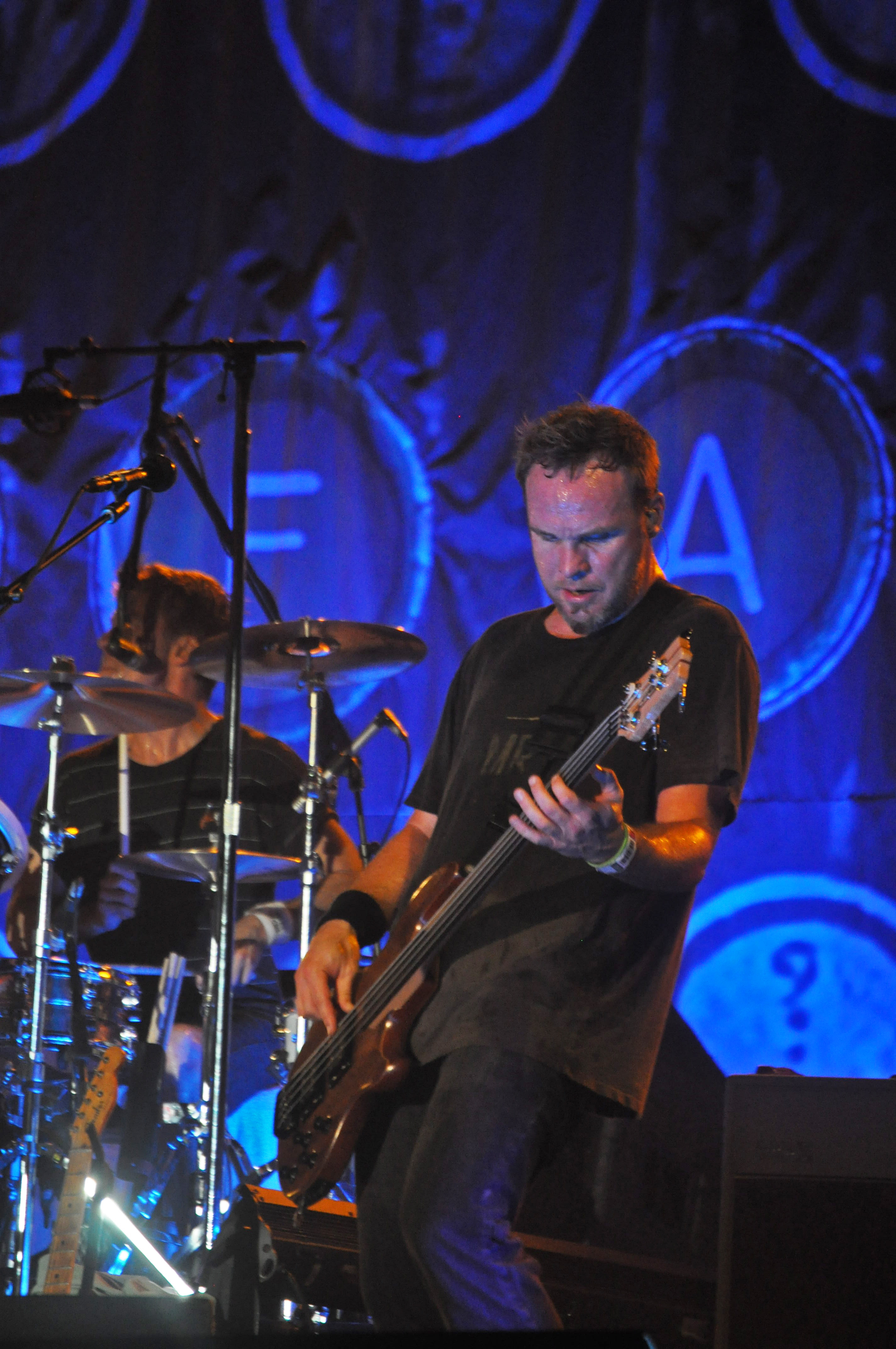
O baixista Jeff Ament se apresentando com o Pearl Jam.

Ament, atualmente, vive em Seattle, no estado americano de Washington e Missoula, no estado americano de Montana. Além da música, os interesses de Ament incluem skate, basquetebol, desenho gráfico, snowboarding, e wakeboarding. Ele é fã e frequentador dos jogos do time Seattle SuperSonics, da NBA. Ament ajudou no financiamento para a construção do parque de skate Mobash em Missoula. Ele e seu amigo, Pandora, escalaram o Monte Kilimanjaro na África para apoiar a ONG Save the Children.
Ament apoia agricultura orgânica e o senador estadosunidense Jon Tester. Tester cresceu perto de Big Sandy e Ament o conhecia antes de os dois ficarem famosos. Ament fez campanha para Tester em 2006.
Em abril de 2009, Ament foi atacado por uma gangue armada de facas. De acordo com a revista Rolling Stone, Ament acabará de estacionar perto de um estúdio em Atlanta, quando seu jeep alugado foi atacado por vários homens que quebraram as janelas do veículo e exigiram dinheiro. A revista também noticiou que Ament foi nocauteado ao tentar fugir dos ladrões. Ele sofreu um ferimento na cabeça e foi tratado no local. Seu Blackberry e passaporte, bem como uma quantia em dinheiro, foram roubados.

## Discografia

### Green River
| Ano  | Título                                                                  | Gravadora    | Faixa(s)                                   |
| ---- | ----------------------------------------------------------------------- | ------------ | ------------------------------------------ |
| 1985 | Come on Down                                                            | Homestead    | Todas                                      |
| 1986 | Deep Six                                                                | C/Z          | "10,000 Things" and "Your Own Best Friend" |
| 1987 | Dry As a Bone                                                           | Sub Pop      | Todas                                      |
| 1988 | Motor City Madness                                                      | Glitterhouse | "Searchin' (Good Things Come)"             |
| 1988 | Rehab Doll                                                              | Sub Pop      | Todas                                      |
| 1988 | Sub Pop 200                                                             | Sub Pop      | "Hangin' Tree"                             |
| 1989 | This House is Not a Motel                                               | Glitterhouse | "Swallow My Pride"                         |
| 1989 | Sub Pop Rock City                                                       | Glitterhouse | "Hangin' Tree"                             |
| 1989 | Another Pyrrhic Victory: The Only Compilation of Dead Seattle God Bands | C/Z          | "Bazaar" and "Away In Manger"              |
| 1990 | Endangered Species                                                      | Glitterhouse | "Ain't Nothing to Do"                      |
| 1990 | Dry As a Bone/Rehab Doll                                                | Sub Pop      | Todas                                      |
| 1992 | Afternoon Delight: Love Songs from Sub Pop                              | Sub Pop      | "Baby Takes"                               |
| 1996 | Hype!: The Motion Picture Soundtrack                                    | Sub Pop      | "Swallow My Pride" (1987 demo)             |
| 2000 | Wild and Wooly: The Northwest Rock Collection                           | Sub Pop      | "This Town"                                |
| 2006 | Sleepless in Seattle: The Birth of Grunge                               | Livewire     | "Come on Down"                             |

### Mother Love Bone
| Ano  | Título                                                                 | Gravadora                   | Faixa(s)                       |
| ---- | ---------------------------------------------------------------------- | --------------------------- | ------------------------------ |
| 1989 | Shine                                                                  | Stardog/Mercury             | Todas                          |
| 1990 | Apple                                                                  | Stardog/Mercury             | Todas                          |
| 1992 | Singles: Original Motion Picture Soundtrack                            | Epic                        | "Chloe Dancer/Crown of Thorns" |
| 1992 | Mother Love Bone                                                       | Stardog/Mercury             | Todas                          |
| 1993 | Thrash and Burn: The Metal Alternative                                 | Sony Music Special Products | "Capricorn Sister"             |
| 1993 | The Best of Grunge Rock                                                | Priority                    | "Stardog Champion"             |
| 1993 | The Love Bone Earth Affair                                             | PolyGram                    | Todas                          |
| 1995 | Alterno-Daze: Natural 90s Selection                                    | MCA                         | "Stardog Champion"             |
| 1997 | Proud to Be Loud                                                       | Debutante                   | "Bone China"                   |
| 2001 | Alternative Moments                                                    | Sony Music Media            | "Chloe Dancer/Crown of Thorns" |
| 2007 | The Road Mix: Music from the Television Séries One Tree Hill, Volume 3 | Maverick                    | "Chloe Dancer/Crown of Thorns" |

### Temple of the Dog
| Ano  | Título            | Gravadora |
| ---- | ----------------- | --------- |
| 1991 | Temple of the Dog | A&M       |

### Three Fish
| Ano  | Título          | Gravadora |
| ---- | --------------- | --------- |
| 1996 | Three Fish      | Epic      |
| 1999 | The Quiet Table | Epic      |

### Discografia solo
| Ano  | Título | Gravadora    |
| ---- | ------ | ------------ |
| 2008 | Tone   | Monkeywrench |

| 2012
| While My Heart Beats
|
|}

### Deranged Diction
| Ano  | Título                                    | Gravadora |
| ---- | ----------------------------------------- | --------- |
| 2009 | Life Support/No Art, No Cowboys, No Rules | Feedback  |

### Contribuições e colaborações
| Ano  | Banda                                                                 | Título                                | Gravadora                 | Faixa(s)                                |
| ---- | --------------------------------------------------------------------- | ------------------------------------- | ------------------------- | --------------------------------------- |
| 1993 | M.a.C.C. (Mike McCready, Jeff Ament, Matt Cameron, and Chris Cornell) | Stone Free: A Tribute to Jimi Hendrix | Reprise/WEA               | "Hey Baby (Land of the New Rising Sun)" |
| 1995 | Neil Young                                                            | Mirror Ball                           | Reprise                   | Todas                                   |
| 1997 | Tribe After Tribe                                                     | Pearls Before Swine                   | Bulletproof               | Algumas                                 |
| 1998 | Clodhopper                                                            | Red's Recovery Room                   | My Own Planet             | "Café Joli" and "900 Miles"             |
| 2004 | Jack Irons                                                            | Attention Dimension                   | Breaching Whale           | "Dunes"                                 |
| 2004 | King's X                                                              | Live All Over the Place               | Brop! Records/Metal Blade | "Manic Depression"                      |